# Itzpapalotl Tessera
Itzpapalotl Tessera est une région formée de tesserae située sur la planète Vénus par 75,7° N et 317,6° E près d'Ishtar Terra, au nord de Lakshmi Planum, entre Freyja Montes et Snegurochka Planitia.
Large de 380 km, cette région a une altitude comprise entre 4 000 et 2 000 m.